# エアポート'99
『エアポート'99』（Airspeed）は、1998年公開の、パニック映画。日本では劇場未公開で、アルバトロス株式会社より、VHSソフトおよびDVDが発売された。最近は他社からパブリックドメインDVDとして安価で発売されている。WOWOWでは、『エアポート1999』のタイトルで放映されている。

## あらすじ
父親の元へ向かうため、13歳の少女ニコルは自家用ジェットに乗っていた。外は悪天候。そして航空機が乱気流に突入したとたん、稲妻が飛行機を直撃した。操縦士は意識不明、機体には大きな穴が空き、装置の故障で高度が少しずつ下がっている。ニコルは管制塔にコンタクトし、救助隊が駆けつける。しかし飛行機の穴からニコルを助けようとした隊員は吹き飛ばされてしまう。残された時間はあとわずか。航空機をニコル自身が操縦するしかなかった…

## スタッフ
- 監督：ロバート・ティネル
- 製作：リチャード・クードロー
- 脚本：ロック・ラフォーチュン、リチャード・クードロー
- 音楽：ノルマン・コルベイユ
- 撮影：ジョージ・アーチャンボールト

## キャスト
- ニコル・ストーン：エリシャ・カスバート（日本語吹き替え：中根久美子） ※エリシア・クースバート表記
- レイモンド・ストーン：ジョー・マンテーニャ
- ジェフ：チャールズ・パウエル
- マリリン・ストーン：リン・アダムス
- リー・ビケット：イヴァン・ポントン

## 注
1. ↑  この作品は、『大空港』に始まる「エアポート・シリーズ」とは関係がない。また、アルバトロス株式会社は、他にもエアポートを冠したタイトルでソフトを発売しているが、それらの作品とも制作上直接の関係はない。